# Tom McEvoy
Tom McEvoy (Grand Rapids (Michigan), 14 november 1944) is een professionele pokerspeler uit de Verenigde Staten en een auteur van 17 pokerboeken. In 1983 werd hij wereldkampioen door het Main Event van de World Series of Poker te winnen.
McEvoy maakt deel uit van een door PokerStars gesponsorde groep pokerprofessionals genaamd 'Team PokerStars'.
McEvoy was boekhouder maar in de jaren 70 werd hij zijn baan beu en zocht een betere manier van leven. Hij was altijd al goed in kaartspellen, vandaar dat hij in 1978 professioneel pokerspeler werd. Hij heeft 4 bracelets op zijn naam staan, waarmee hij tot een selecte groep pokerspelers behoort die meer dan 2 bracelets gewonnen hebben. Tot en met juni 2014 won hij meer dan $2.950.000,- in live pokertoernooien. Hij speelt online onder de naam 'TomMcEvoy'.
McEvoy is een sterke tegenstander van roken. In 1998 heeft hij mede het eerste niet-roken pokertoernooi georganiseerd. Er was veel tegenstand, maar het toernooi trok toch veel spelers, waarmee hij zijn gelijk toonde. In 2002 overtuigde hij Benny Binion Behenen (in die tijd de eigenaar van het casino waar de WSOP gespeeld werd) om de WSOP rookvrij te maken, in ruil voor wat pokerlessen. Sindsdien is de WSOP rookvrij.

## World Series of Poker bracelets
| Jaar | Toernooi                                           | Prijs    |
| ---- | -------------------------------------------------- | -------- |
| 1983 | $10.000 No Limit Texas Hold 'em World Championship | $540.000 |
| 1983 | $1.000 Limit Texas Hold 'em                        | $117.000 |
| 1986 | $1.000 Limit Razz                                  | $42.400  |
| 1983 | $1.500 Limit Omaha                                 | $79.200  |

## Pokerboek-uitgaven
- Beat Texas Hold'em (co-auteur: Shane Smith)
- Championship Omaha: Omaha High-Low, Omaha High and Pot-Limit Omaha (co-auteur: T.J. Cloutier)
- Championship No-Limit and Pot Limit Holdem (co-auteur: T.J. Cloutier)
- Championship Hold'em (co-auteur: T.J. Cloutier)
- Championship Hold'em Satellite Strategy (co-auteur: Brad Daugherty)
- Championship Hold'em Tournament Hands: A Hand By Hand Strategy Guide to Winning Hold'em Tournaments (co-auteur: T.J. Cloutier)
- Championship Omaha: The Bible to Winning Omaha Poker (co-auteur: T.J. Cloutier)
- Championship Stud: 7-Card Stud, Stud/8, Razz (co-auteurs: Max Stern en Linda Johnson)
- Championship Stud (co-auteurs: Max Stern en Linda Johnson)
- Championship Table at the World Series of Poker (co-auteurs: Dana Smith en Ralph Wheeler)
- Championship Tournament Poker
- How to Win at Poker Tournaments
- How to Win No-Limit Hold'em Tournaments (co-auteur: Don Vines)
- No-Limit Texas Hold'em: The New Player's Guide to Winning Poker's Biggest Game (co-auteur: Brad Daugherty)
- The Championship Table: At the World Series of Poker (1970-2003) (co-auteurs: Dana Smith en Ralph Wheeler)
- Tournament Poker
- Win Your Way Into Big Money Hold'em Tournaments: How to Beat Casino and Online Satellite Poker Tournament (co-auteur: Brad Daugherty)